# クリストファー・ジョーンズ
クリストファー・ジョーンズ（英: William Frank Jones、1941年8月18日 - 2014年1月31日）は、アメリカ合衆国・テネシー州ジャクソン 出身の俳優。

## 幼少期
父親は食料品店の事務員、母親は芸術家だった。ジョーンズが幼い頃、母親が情緒的問題から入院したため、兄弟とともにテネシー州メンフィスにある児童福祉施設「少年の町」に預けられる。そこで似たような生い立ちを持つジェームズ・ディーンのことを知り、彼のファンとなった。その後軍隊に入ったが、敵前逃亡のかどで軍事刑務所に服役する。除隊後ニューヨークへ出て、俳優の仕事を始める。母親は彼が19歳の時に亡くなった。

## 俳優としてのキャリア
1961年12月17日、クリストファー・ジョーンズの芸名を名乗り、テネシー・ウィリアムズ原作、シェリー・ウィンタース主演『イグアナの夜』でブロードウェイデビュー。ウィンタースに、メソッド演技法の創始者であるリー・ストラスバーグの娘のスーザン・ストラスバーグを紹介され、後にリーが主宰するアクターズ・スタジオで学んだ。ジョーンズとスーザンは、リーの反対を押し切り1965年に結婚し、翌1966年に一人娘のジェニファーを儲けた。
1965年にハリウッドに移り、20世紀フォックス製作のABCのテレビシリーズ『The Legend of Jesse James』で、主役で実在のガンマン、ジェシー・ジェイムズを演じる。番組終了後、ジョーンズは映画『青春の海』で、妻スーザンの夫役を演じた。だが、現実の夫婦生活は映画の様にはいかず、彼らは1968年に離婚した。
1968年、ジョーンズは映画『狂った青春』で、シェリー・ウィンタースを相手役に野心家のロック・スターを演じ、一躍スターの座に上り詰める。さらに同年コメディ『熱い肌』でイヴェット・ミミューと共演した。また、この頃ジョーンズは、女優シャロン・テートとその夫で映画監督のロマン・ポランスキーと親しくなった。後にジョーンズは、当時妊娠中のテートと肉体関係があったことと、彼女が死の予感を抱いてたことを告白している（テートは1969年にマンソン・ファミリーによって殺害された）。
1969年、イギリス映画『鏡の国の戦争』、イタリア映画『さよならを言わないで』で、いずれもピア・デゲルマルクを相手役に主演した後、アイルランドを舞台にしたデヴィッド・リーン監督の大作『ライアンの娘』に、英国軍将校の役で出演する。だが、リーンとの関係が上手くいかず、当初は6ヶ月の撮影予定であったにもかかわらず、実際の撮影終了まで丸1年の月日を要することとなった。この事と同年起こったシャロン・テート殺害事件が、彼に大きな精神的ダメージを与え、撮影終了後カリフォルニアに戻るとそのまま俳優業を引退した。

## 後半生
1994年にジョーンズは、クエンティン・タランティーノ監督『パルプ・フィクション』のゼッド役のオファーを受けたが、辞退している。彼の最後の出演映画は、1996年のコメディ『マッド・ドッグス』であった。俳優業引退後のジョーンズは、アーティストとして活動した。彼の代表的な作品の一つとして、ハリウッド・フォーエバー墓地に展示されているルドルフ・バレンチノの油彩画がある。

## 死去
ジョーンズは2014年1月31日、癌による合併症のため、72歳で亡くなった。

## フィルモグラフィー

### 映画
| 公開年 | 日本語題 原題                           | 役名                     | 備考 |
| ------ | --------------------------------------- | ------------------------ | ---- |
| 1967年 | 青春の海 Chubasco                       | チュバスコ               |      |
| 1968年 | 狂った青春 Wild in the Streets          | フロスト                 |      |
| 1968年 | 熱い肌 Three in the Attic               | パクストン・クイッグリー |      |
| 1969年 | 鏡の国の戦争 The Looking Glass War      | フレッド・ライザー       |      |
| 1969年 | さよならを言わないで Una breve stagione | ジョニー                 |      |
| 1970年 | ライアンの娘 Ryan's Daughter            | ランドルフ・ドリアン     |      |
| 1996年 | マッド・ドッグス Mad Dog Time           | ニコラス・ファルコ       |      |

### テレビシリーズ
| 年              | 日本語題 原題                                | 役名                 | 備考                                      |
| --------------- | -------------------------------------------- | -------------------- | ----------------------------------------- |
| 1965年 - 1966年 | The Legend of Jesse James                    | ジェシー・ジェイムズ |                                           |
| 1967年          | 弁護士ジャッド Judd for the Defense          | ブランドン・ヒル     | エピソード："Tempest in a Texas Town"     |
| 1967年          | 0011ナポレオン・ソロ The Man from U.N.C.L.E. | グレッグ・マーティン | エピソード："The Test Tube Killer Affair" |